# Lübeckische Anzeigen
Le Lübeckische Anzeigen est un journal paru à Lübeck de 1751 à 1933.
Lorsque le Lübeckische Anzeigen célèbre son 175e anniversaire en 1926, il figure parmi les plus anciens journaux publiés régulièrement en Allemagne. L'un des plus anciens est le Frankfurter Postzeitung (de) (1615) et le Leipziger Zeitung (1660). Durant le XVIIIe siècle, le Magdeburgische Zeitung (de), le Jenaische Zeitung, Rostocker Zeitung (de) ou l'Augsburger Zeitung sont créés. Beaucoup d'entre eux n'existent déjà plus à cette époque.

## Fondation de la maison d'édition
Ludwig Dietz (de) de Spire fonde la première imprimerie de Lübeck en 1524. En 1531, elle devient la propriété de Johann Ballhorn l'Ancien (de). Lauritz Albrecht (de) la dirige à partir de 1599 ; ses héritiers la revendent à Samuel Jauch en 1608. Son successeur est Valentin Schmalherz en 1629, dont la veuve continue à le diriger après sa mort. À partir de 1680, son fils Moritz Valentin Schmalherz dirige l'imprimerie. Comme son successeur, Johann Nicolaus Green (de) possède la première et la plus ancienne imprimerie de la ville.
À cette époque, il y a déjà une seconde imprimerie. Son propriétaire est Gottfried Jäger (de). Toujours dans les environs de Lübeck – dans le Mecklembourg, le Holstein ou la Saxe-Lauenbourg – apparaissent des imprimeries qui concurrencent l'ancien monopole.

## Histoire

### Journal
Johann Nicolaus Green, nommé imprimeur du conseil le 3 mars 1724, annonce le 9 janvier 1751 que le conseil lui a donné l'autorisation de publier à partir du mois de mars une feuille hebdomadaire d'annonces et d'informations sous le titre Lübeckische Anzeigen. Ce journal doit contenir des informations sur les élections municipales et les nominations à d'autres postes, les décès de personnes connues, l'arrivée de princes de passage et les ordonnances des autorités.
Le journal paraît le samedi. Un numéro coûte un shilling de Lübeck, l'abonnement annuel trois marks courants (de). Comme l'impression du journal prend une journée entière, la date limite de réception des annonces est fixée au jeudi soir.
La popularité du journal peut être vue un peu plus tard à partir des pièces, terme utilisé à l'époque pour désigner les numéros. Une note indique auprès de qui la feuille est vendue à Hambourg, Kiel et Wismar. La liste des navires entrés dans le port de Lübeck (de) ou en chargement pour l'extérieur devient un élément important du journal.
Il ne contient aucune nouvelle sur la guerre de Sept Ans qui faisait rage à l'époque, mais il contient des traités plus longs sur la valeur et les avantages du tabac à fumer. La nouvelle du tremblement de terre de Lisbonne met trois semaines à parvenir à Lübeck.
À partir de Pâques 1761, une contribution supplémentaire paraît le mercredi et à partir de 1762, le calendrier de la loterie de la ville de Lübeck, fondée cette année-là, est inclus dans chaque numéro. À partir de la dernière décennie du XVIIIe siècle, la coutume de faire connaître les décès, même dans les cercles bourgeois, se généralise.
Les statistiques de début d'année sur les mariages, les naissances et les décès permettent de déterminer la croissance de la population à une époque où l'on ne connait pas encore les recensements.
Le 18 février 1796, une ordonnance "concernant l'installation d'étrangers inconnus à Lübeck" est publiée. Hormis le rapport sur l'élection de Léopold II comme empereur, il s'agit du seul reflet de l'histoire contemporaine dans le journal.
À partir de 1793, les Lübeckischen Anzeigen paraissent deux fois par semaine.
En janvier 1798, le premier essai sur un excellent tableau culturel et donne une description claire de l'état public de la ville à la fin du XVIIIe siècle.
À partir de 1799, le journal devient plus clair. La succession éparse d'annonces et de publicités est divisée en rubriques.
Depuis le 4 janvier 1812, le journal est publié en français et en allemand sous le titre Affiches, Annonces et Avis divers de Lubeck oder Lübeckische Anzeigen. Par décret de Napoléon du 22 décembre 1812, que le journal publie le 20 janvier 1813, cette obligation est à nouveau levée et les Lübeckischen Anzeigen paraissent à nouveau. Après l'entrée du colonel Benkendorf et de ses cosaques à Lübeck le 21 mars, le colonel Friedrich Karl von Tettenborn de Hambourg s'adresse aux habitants de Lübeck dans l'édition du 24 mars et annonce qu'un corps hanséatique est désormais fondé. Dans le même numéro, le Sénat et le colonel Benendorf invitent également à rejoindre la Légion hanséatique.
Lorsque, après la relève des troupes françaises, les Espagnols s'installent à Lübeck, la cigarette s'y installe aussi. Le journal du 12 septembre blâme sévèrement cette nouvelle coutume, mais ne parvient pas à la faire reculer.
Le corps constitué à Lübeck doit être composé de chasseurs à pied et à cheval. Pour ceux qui se présentent avec leur propre équipement, l'uniforme de la troupe est décrit en détail. Il doit se composer d'un caftan ou d'une sur-jupe vert foncé, de pantalons larges de la même couleur, sous lesquels des bottes devaient être portées, et de casquettes grises avec ou sans visière. Dans les jours qui suivent, 272 volontaires se présentent au bureau installé dans la maison du sénateur Nölting (de).
En outre, la levée immédiate de l'embargo sur le commerce avec l'Angleterre est annoncée, ce qui permet à l'économie de Lübeck, en déclin depuis, de se réveiller.
À partir de 1809, Borchers, suivant l'exemple de Hambourg, Hanovre et d'autres villes, apporte des améliorations au journal. Celles-ci sont déjà perceptibles à l'extérieur, car dès le premier numéro de l'année, le titre comporte à nouveau l'aigle de Lübeck (de) avec une double bordure. Avec l'incorporation de la ville dans l'Empire français en 1812, celui-ci doit à nouveau disparaître et être remplacé par l'écusson français avec l'aigle français. Après l'expulsion définitive des Français, l'aigle de Lübeck fait son retour. Les essais directeurs traitent désormais de sujets historiques, géographiques, scientifiques et médicaux.
Comme le volume du journal reste le même, mais que les annonces et les décrets prennent de plus en plus de place, la coutume des suppléments spéciaux se répand à partir des années 1920. Jusqu'à présent, ils se limitent aux horaires semestriels du lycée Sainte-Catherine de Lübeck et aux horaires des jeux de l'ancienne loterie municipale, réintroduite en 1814. Le tribunal régional supérieur des quatre villes libres (de), qui a son siège à Lübeck depuis 1820, y publie chaque mois les jugements rendus. Outre ces derniers, le supplément d'utilité publique vient s'y ajouter.
Comme le volume des informations augmentait malgré tout, les Lübeckische Anzeigen paraissent quatre fois par semaine à partir du 1er janvier 1845. Bien que le volume des différents numéros ait également doublé, il n'est pas suffisant. À partir du 1er avril 1848, les Lübeckische Anzeigen paraissent quotidiennement. La première liste électorale pour la représentation de la bourgeoisie est jointe au numéro du 17 avril 1848.
Les articles de fond disparaissent peu à peu. Ils sont remplacés par les annonces du Sénat et des autorités, puis par les annonces et les avis, les informations sur le commerce et la navigation.
Le 6 mars 1851, le Lübeckischen Anzeigen a 100 ans.
Le 1er avril 1854, le Lübeckischen Anzeigen devient le journal officiel de la Ville libre et hanséatique de Lübeck.
Le Lübeckische Anzeigen est ce que son titre indique, le Lübecker Zeitung, arrivé en 1866, en est le pendant complémentaire. L'absence de ce dernier se fait tellement sentir au fil du temps qu'un complément est annoncé dans l'édition du 31 décembre 1869.
À partir du 12 janvier 1870, le Lübeckische Anzeigen parait en format folio au lieu du quarto comme auparavant. Avec la nouvelle de la déclaration de guerre de 1870, les télégrammes y prennent de plus en plus de place. À partir de septembre, des critiques régulières des pièces jouées au théâtre enrichissent le journal. Les nouvelles sont en outre publiées de manière strictement objective.
Le 26 janvier 1871, le Sénat de Lübeck, redevenue ville impériale, publie le premier avis d'élection d'un député du Reichstag (de) de Lübeck. Deux jours plus tard, le journal annonce la formation d'un bataillon de garnison.
Après la fin de la guerre, les extensions politiques du journal sont annulées. Le 1er octobre 1872 paraît le premier numéro du Lübecker Zeitung, dont le premier rédacteur en chef est Friedrich Crome (de), à l'époque procureur à la Cour d'appel. Il parait le soir et complète ainsi les Lübeckische Anzeigen qui paraissaient le matin. Les deux journaux de la maison d'édition vont coexister pendant vingt ans.
Les locaux de l'ancienne "Adresshaus" se révèlent bientôt trop exigus. En 1885, on acquiert la maison au no 46 de la Königstraße (de) et on donne le nom d'Adresshaus au nouveau siège de la maison d'édition, dans lequel elle s'installe le 29 mars 1886 après des travaux de transformation et d'agrandissement. La maison d'édition des frères Borchers réunit ainsi, à partir du 5 avril, ses activités jusque-là séparées sous un même toit.
Le soir du 19 septembre 1890 paraît le dernier numéro du Lübecker Zeitung et c'est ainsi que les Lübeckische Anzeigen paraissent dès lors, dans une édition du matin et une édition du soir, 13 fois par semaine, ce qui en a fait un journal moderne.
La lettre du 3 mars 1891 adressée par Otto von Bismarck aux Lübeckische Anzeigen est ressentie comme un honneur particulier. Le prince répond à un article sur la présence de l'impératrice à Paris et exprime sa gratitude pour l'envoi continu du journal chez lui à Friedrichsruh. Sur le tableau la table de lecture de Bismarck dessinée par Christian Wilhelm Allers, il y a une édition des Lübeckische Anzeigen en plus des meilleurs journaux nationaux.
Outre la grande édition qui parait deux fois par jour, une petite édition du journal pour le "petit homme" est créée le 1er avril 1892.
Le 1er octobre 1898, le "Vaterstädten Blatter" est créé en tant que supplément dominical aux Lübeckischen Anzeigen, qui traitent exclusivement des affaires de Vaterstadt.
Un an plus tard, la Gazette des lois et ordonnances est ajoutée à la grande édition en tant que feuille supplémentaire. Il reste le seul journal officiel jusqu'en 1923.
Afin de répondre aux exigences croissantes du secteur de l'imprimerie, la maison d'édition met en service une machine rotative double ou jumelée de la Schnellpressen-Fabrik Frankenthal Albert & Co., Akt. Ges. à Frankenthal, le 26 juillet 1904. L'installation, dirigée par un technicien détaché par l'usine, a duré trois semaines.
Une affiche de la maison d'édition Lübeckische Anzeigen s'intitule "Images du présent du monde entier". L'affichage de photographies et d'événements mondiaux de toutes sortes est initialement situé à côté du magasin de cigares d'Otto Borchert et de l'immeuble commercial. Avec le temps, cet affichage s'avère trop petit et la maison d'édition conclut un accord avec le propriétaire du terrain situé à côté de l'immeuble commercial, le 46a de la Königsstraße, pour qu'à partir du 1er mars 1905, l'affichage se fasse dans la vitrine située en premier lieu à côté de l'adresse.
Avant la fête populaire et commémorative de Lübeck (de) en 1909, l'attraction du temple indien local, l'homme-lion, est invité dans les locaux du journal. Le jeune Russe est , comme l'annonçent le Vaterstädtischen Blättern, un homme cultivé. Il a accepté d'être photographié assis sur le canapé de la salle de rédaction et, comme on peut le voir sur la photo ci-contre, il a "un visage amical".
Pendant la Première Guerre mondiale, la circulation rapide des dépêches spéciales accroît la notoriété du journal. De plus, plusieurs exemplaires sont envoyés quotidiennement au régiment local (de) en campagne.
En raison de l'inflation, les Lübeckischen Anzeigen sont publiées depuis le 15 septembre 1923 une seule fois par jour.
La section locale est développée. Aux Vaterstädten Blatten s'ajoutent le Familienfreund, Die Frau in Haus und Staat et le supplément hebdomadaire illustré Leben im Bild.
Dans leur édition dominicale du 26 juillet 1924, les Lübeckische Anzeigen annoncent fièrement à leurs lecteurs qu'ils peuvent pour la première fois leur communiquer des informations politiques captées par la radio. L'installation radio, déjà mise en place en mai, fonctionnait désormais sans erreur et garantit une transmission encore plus rapide des nouvelles de l'intérieur et de l'étranger.
À l'occasion du 175e anniversaire, une lettre de félicitations du chancelier Hans Luther, le plus connu des félicitateurs, est arrivée à la maison d'édition.
Le 30 décembre 1933, le dernier numéro du Lübeckische Anzeigen est publié. Les lettres de lecteurs qui y sont publiées au sujet de la fin du journal laissent penser que la maison d'édition, et donc le journal, sont liquidés dans le cadre de l'uniformisation dans le secteur de la presse. L'auteur de la nécrologie, Wilhelm Dahms, écrit en 1939 dans les Lübeckische Blätter que Dahms a dû assister à la chute de son journal. En revanche, si l'on lit les lettres de lecteurs mentionnées, toutes rédigées par des citoyens renommés de Lübeck, elles annoncent une fin surprenante du journal.
Les droits sont transférés à son concurrent, le General-Anzeiger (de), à l'expiration du 31 décembre 1933, qui les laissent expirer.

### Frères Borchers
Johann Nicolaus Green est mort en 1766, son fils et successeur le 27 avril 1792. Pour sa veuve, qui vit jusqu'en 1807, Johann Hinrich Borchers, qui y travaille déjà depuis des années comme aide et facteur, dirige l'imprimerie et la publication du journal. En 1807, il reprend les activités de l'entreprise de manière indépendante.
Paul Wilhelm Adolf Rey est entré dans l'entreprise en tant qu'associé. Lorsque son père décéda l'année suivante, Anna Pauline Rey devint associée de l'entreprise le lendemain.
Après la mort de Borchers (1814) et de sa veuve (1821), ses fils reprennent l'imprimerie sous le nom de Borchers frères. En 1828, l'imprimerie s'agrandit considérablement avec l'acquisition de l'imprimerie Schlegel. Schlegel a fondé la première imprimerie lithographique de Lübeck en 1826, donc peu après l'art de la lithographie par Alois Senefelder. En 1835, celle-ci quitte la Glockengießerstraße (de) pour s'installer dans un bâtiment annexe de l'imprimerie.
Après la mort du dernier Borcher en 1867, Crome (de) et le directeur Georg Wilhelm Daniel Rey, qui a épousé une Borcher, reprennent l'entreprise.
Le 1er janvier 1872, l'entreprise se voit confier la production des Drucksachen vom Senat
Maximilian Bürkner, ancien maire, entre dans l'entreprise le 1er mars 1890 en tant qu'associé.
À partir d'octobre 1890, les Lübeckischen Anzeigen sont imprimées sur une rotative.
Paul Wilhelm Adolf Rey entre dans l'entreprise en tant qu'associé. Lorsque son père décède l'année suivante, Anna Pauline Rey devient associée de l'entreprise le lendemain.
Le 16 novembre 1906, l'entreprise st transformée en une société familiale à responsabilité limitée. Wilhelm Dahms (de), qui faisait partie de l'entreprise depuis 1874 et en est à l'époque le directeur, en devient l'associé. Lors de la liquidation, Dahms est seul responsable.
En 1921, les polices de caractères Eckmann (de) à Behrens, Hupp, Lucian Bernhard, Prof. Glass (de), prof. Tiemann et le Pr. Czeska des fonderies de caractères Klingspor (de), Gentzsch et Heyse, Wilhelm Woellmer (de), Schelter u. Gieseke, H. Berthold AG (de), Ludwig & Meyer et D. Stempel sont représentés dans l'imprimerie.
La maison de devant est transformée dans les années 1919/20. Les terrains voisins, Königstraße 44 et 46a, sont acquis en plus. L'illustration ci-contre montre le devant de la propriété appartenant à l'entreprise.
En 1921, la main-d'œuvre de ses opérations commerciales et techniques, éditoriales et d'édition se compose de deux directeurs généraux, six rédacteurs (dont un rédacteur commercial pour la Scandinavie et deux sténographes), douze employés commerciaux et 80 employés techniques et 40 messagers pour les opérations d'impression et de presse.
Le parc machines de la typographie et de la lithographie comprend neuf presses à grande vitesse, une machine rotative, douze presses à platine et auxiliaires, un équipement de stéréotype avec instruments de coulée et calandres, 16 machines à composer, quatre machines à découper le papier. Un studio lithographique et photographique entièrement équipé, un équipement de gravure automatique et un système de machine à graver, un atelier auxiliaire de génie mécanique et de serrurerie entièrement équipé.
Deux monte-charges électriques et manuels sont disponibles du sous-sol au quatrième étage. Le système de chauffage central de l'entreprise se trouve au sous-sol. Les derniers journaux et autres articles d'édition ainsi que des échantillons d'imprimés sont exposés dans deux grandes vitrines.

### Lübecker Zeitung
Après la libération de Lübeck, Johann Hinrich Borchers a demandé au Sénat le privilège de publier un journal politique. Il l'obtient et le 13 décembre 1813, le premier numéro paraît sous le titre : Die Lübeckische Zeitung ou Der politische Anzeiger. Il paraît jusqu'en 1817.
L'imprimeur Römhild, qui a imprimé la Lübeckische Fama, qui a été reprise 20 ans plus tôt, créé une entreprise concurrente sous le titre Hanseatische Beobachter afin de supplanter le journal de Borchers. Ce projet échoue.
À partir de 1872, le Lübecker Zeitung est publié par Gebrüder Borchers en tant que supplément politique aux Lübeckischen Anzeigen. Contrairement à ses prédécesseurs, il s'impose et est inclus dans les Lübeckischen Anzeigen en 1891.

### Allgemeine Lauenburgische Landeszeitung
Le 17 septembre 1870, la maison d'édition de Rudolph Dominé à Lauenbourg publie le premier numéro d'essai de l'Allgemeine Lauenburgische Landeszeitung, qui paraît trois fois par semaine à partir du 1er octobre, au format petit folio. Le format est agrandi le 30 décembre 1875. Le journal paraît quotidiennement à partir du 1er décembre 1877. Le 1er juin 1885, l'imprimerie et la maison d'édition du journal deviennent la propriété de l'entreprise Borchers frères de Lübeck. Le cercle des abonnés s'élargit à partir du 1er avril 1891, lorsque le prix de l'abonnement trimestriel est réduit de 3 à 2 marks. Le sous-titre General-Anzeiger für den Kreis Herzogthum Lauenburg (Journal général pour l'arrondissement du duché de Lauenbourg) est utilisé depuis le 1er octobre 1899

## Bâtiment commercial (1901)
De loin, l'inscription "Gebrüder frères" et le titre "Lübeckische Anzeigen, Amtsblatt der freien und Hansestadt Lübeck" apparaissaient sur la façade médiévale de la maison. Au-dessus de l'entrée en arc de cercle, sous l'aigle de Lübeck, trône le nom de l'entreprise, repris depuis toujours. Comme on peut y demander les adresses pour tous les besoins de la vie, c'est la maison des adresses.
En entrant dans le vestibule, on trouvait affichés sur les murs les derniers numéros des deux éditions quotidiennes. Juste à droite de l'entrée se trouvait la salle d'expédition et de caisse. Dans la pièce centrale, derrière celle-ci, se trouvent le central téléphonique et les archives du magasin. Derrière celle-ci, donnant sur la cour, se trouvait le bureau du directeur de l'entreprise. En face de ce bureau se trouve le bureau privé du chef d'entreprise, destiné aux réunions et aux conférences.
En passant par une antichambre où se trouvait le stock des éditions de l'entreprise, de l'histoire constitutionnelle, des comptines populaires et enfantines, des publications commémoratives du canal et des ouvrages d'orientation, on accédait aux postes de travail de l'associé et du fondé de pouvoir. Sur les murs de ce dernier sont accrochés plusieurs souvenirs de l'histoire de l'entreprise. Outre plusieurs reliques de Bismarck, la feuille commémorative pour la célébration de la Légion hanséatique de 1863 ou l'album de manuscrits en souvenir de la deuxième assemblée des germanistes en 1847, avec des manuscrits de Geibel, Jacob et Wilhelm Grimm , ainsi que le diplôme d'honneur de l'exposition germano-nordique du commerce et de l'industrie (de), décerné à l'imprimerie en 1895, en même temps qu'une médaille d'argent pour une performance exceptionnelle.
En montant les escaliers et en passant devant deux statues de Vénus et Apollon, on arrive au premier étage. Dans ses trois pièces donnant sur la rue se trouvaient la rédaction en chef et la rédaction locale des Lübeckische Anzeigen. C'est également à cet étage que se trouve la grande salle de conférence ou salle de loterie dans laquelle les listes de tirage de la loterie sont comparées avec les enregistrements de la salle de tirage. On y trouve également la salle des lithographes. Dans l'aile se trouve l'atelier de composition, où les typographes de l'entreprise berlinoise Typograph, conçus selon le modèle Mergenthaler, travaillent 24 heures sur 24.
À l'étage au-dessus se trouve le département des accessoires. Au troisième étage se trouve l'atelier de reliure, un entrepôt pour le papier à écrire et un autre pour le papier d'impression.
Un ascenseur qui monte au troisième étage amène le tout au vestiaire du premier étage.
Outre la stéréotypie au premier étage de l'arrière-boutique, il abrite l'atelier de lithographie et la gravure sur zinc. Leur presse rapide de l'usine de machines Mailänder à Cannstatt, la première du genre à Lübeck, est devenue un modèle pour plusieurs entreprises.
Chaque numéro des Lübeckische Anzeigen est porté par 25 femmes journalistes pour Lübeck, envoyé aux bureaux de poste dans plus de 150 villes postales allemandes et étrangères ainsi qu'aux 30 agences dans les différentes localités avec leurs liasses de journaux.